# Casa de Vida
| O1 · S34 | O1 |

| O1 · S34 | O1 |

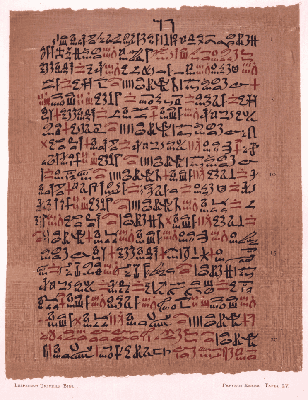
Papiro Ebers de la Biblioteca Nacional de Medicina.

Casa de Vida o Casa de la Vida (en transliteración egípcia: Per Anj) es una institución del Antiguo Egipto que se dedicaba a la enseñanza en su nivel más avanzado que funcionaba tanto como universidad, biblioteca, archivo o taller de copia de papiros. Su objetivo principal era la conservación y creación del conocimiento egipcio, tanto el científico como el religioso. 
Junto con la escuela, eran las instituciones que se dedicaban a la enseñanza para los hijos de las élites, funcionarios o sacerdotes, según su rango social. Las Casas de Vida eran accesibles sólo a escribas y sacerdotes. Los escribas podían copiar textos funerarios que posteriormente vendían a particulares como ajuar de sus tumbas.
No se conocen muchos pormenores sobre esta institución, pero se sabe que surgió en la época del Reino Antiguo donde aparecen por primera vez sus requerimientos en decretos reales de Pepi II con respecto al templo del dios Min. Ligadas a la realeza, solían tener su sede en un palacio real, pero funcionaban como parte de un templo (normalmente importante) o en un edificio situado dentro del área del templo. Por los textos o por los títulos de funcionarios, se conoce la presencia de estas instituciones en localidades como Amarna, Deir el-Bersha, Tell Basta, Edfu, Menfis, Bubastis o Abidos., Sais, Heliópolis, Ajmin, Coptos, Esna, y probablemente en cada templo de miles de años de la región tebana, sin que los arqueólogos, hasta la fecha hayan podido descubrir su localización exacta.
Desde un punto de vista arqueológico, solo se han identificado dos Casas de Vida que datan del Imperio Nuevo. Una en Amarna, que gracias a los sellos identificativos se ha podido conocer que la Casa de Vida estaba formada por dos salas principales y sus anexos, siendo uno de ellos la casa del director de la institución. La otra en el Ramesseum, el templo de miles de años de Ramsés II.
Entre las enseñanzas impartidas se encontraban las de medicina, astronomía, matemáticas, doctrina religiosa y lenguas extranjeras. El conocimiento de estas últimas se hizo importante durante el Imperio Nuevo debido a la diplomacia y cosmopolitismo de ese momento, marcado por el dominio de Egipto sobre una vasta área que iba de Nubia hasta al río Éufrates. 
Los escribas que trabajaban en las Casas de Vida tomaban títulos como "Servidores de Ra" o "Seguidores de Ra". Ra era el dios solar egipcio, aquel que daba la vida, de tal forma que el título estaba asociado a la idea de que los escribas serían ellos mismos transmisores de vida. Las Casas de Vida se encontraban también asociadas a Osiris, dios del renacimiento. Se creía que el acto de copiar textos ayudaría al dios a renacer todos los años en su fiesta.
En estas Casas de Vida también funcionaban unos establecimientos que podrían ser considerados como una especie de sanatorios.
En tiempos grecorromanos, el término 'Casa de Vida' se refiere más ampliamente a una biblioteca donde se guardaban valiosos papiros. 
En el juego de Senet, el recuadro 15 es la Casa de Vida: es la casilla de retorno cuando cae un peón en la casilla 27 (Casa del Agua).